# TFO
TFO (abreviatura de Télévision française de l'Ontario (Televisión francesa de Ontario)) es un canal de televisión canadiense en francés que presta servicios en la provincia de Ontario. Es propiedad de la Autoridad de Comunicaciones Educativas en idioma francés de Ontario (OTELFO), una corporación propiedad del Gobierno de Ontario y que opera como Groupe Média TFO. Con sede en Toronto, es el único servicio de televisión en francés en Canadá que opera completamente fuera de Quebec. El canal transmite programación cultural, incluidos bloques de programas infantiles en francés, junto con series originales, documentales y películas.
El canal inició transmisiones el 1° de enero de 1987 bajo el nombre de La Chaîne Française, una escisión de la emisora pública provincial en idioma inglés TVOntario, que luego cambió de marca como TFO en 1997. El canal operó bajo los auspicios de TVO hasta 2007, cuando se convirtió en una agencia autónoma.
TFO está disponible en proveedores de televisión multicanal en todo Ontario. Todos los proveedores de cable e IPTV de la provincia deben llevarlo en su nivel básico. TFO también se transmite a nivel nacional en los servicios de televisión por satélite Bell Satellite TV y Shaw Direct. Anteriormente, el canal era transmitido en abierto en algunas comunidades del este y norte de Ontario con poblaciones importantes de Franco-Ontarianos. Sus transmisores dejaron de funcionar en 2012.